# Hilfszug (Eisenbahn)

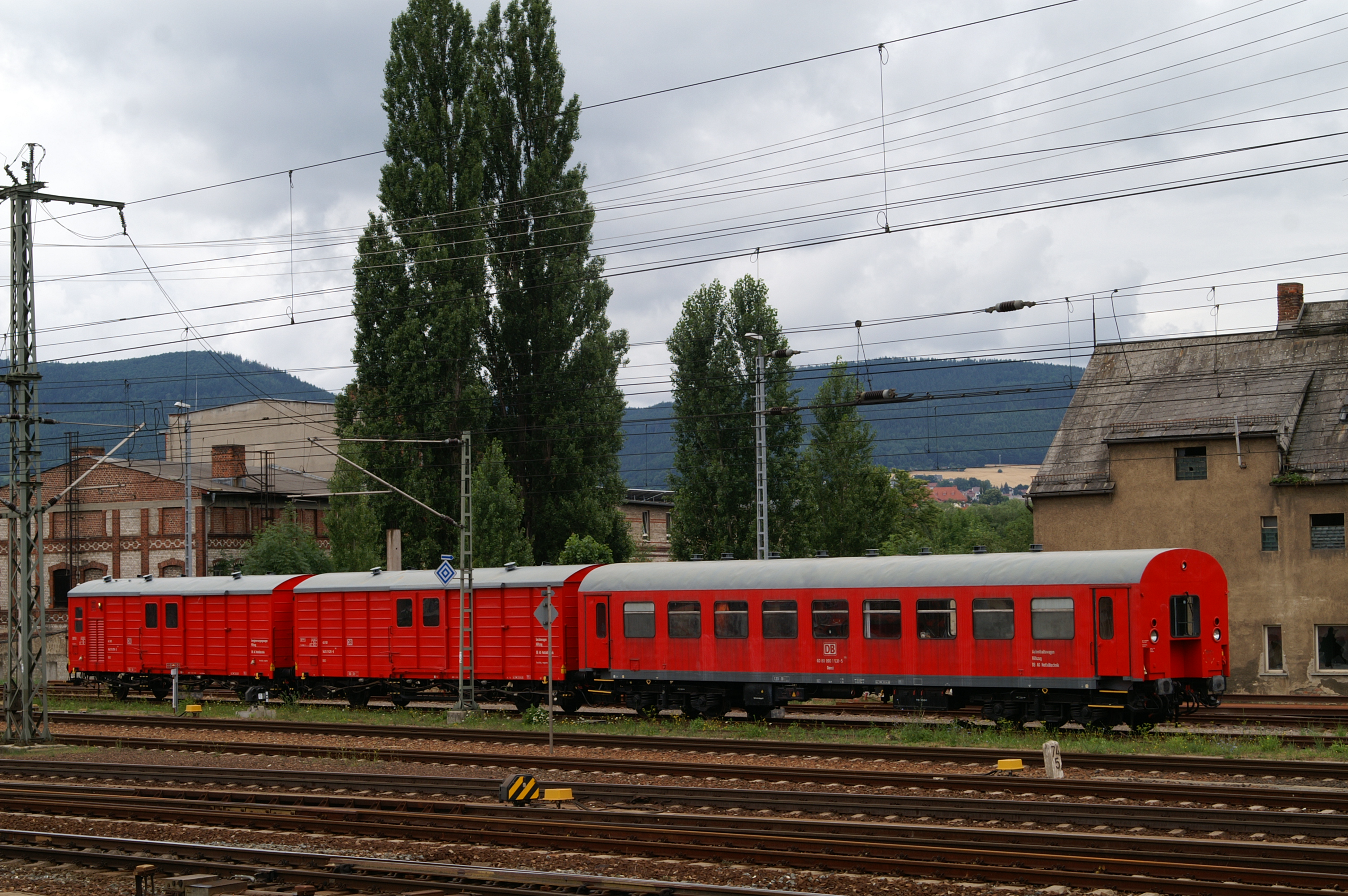
Einheits-Hilfszug der DB Notfalltechnik, Saalfeld 2008

Ein Hilfszug ist ein Sonderzug, der bei Eisenbahnbetriebsunfällen oder sonstigen Betriebsstörungen zur technischen Hilfeleistung, zur Räumung der Unfallstelle und zur Wiederherstellung der Bahnanlagen eingesetzt wird. Er wird in der Regel aus speziell für den Einsatzzweck geeigneten Eisenbahnfahrzeugen gebildet, wie beispielsweise Gerätewagen, Oberleitungsgerätewagen, Kranwagen oder anderen Sonderfahrzeugen.

## Fahrzeuge

### Gerätewagen
Der Gerätewagen ist mit Werkzeugen, Einrichtungen, Aggregaten und Aufgleisgeräten zur Beseitigung von Unfallfolgen ausgerüstet. Manche Gerätewagen sind mit einem Mannschaftsabteil ausgestattet, sodass auf einen gesonderten Mannschaftswagen verzichtet werden kann.

### Ortsgerätewagen
Ortsgerätewagen sind Gerätewagen, die auf bestimmten Bahnhöfen, wie z. B. Rangierbahnhöfen, eingesetzt werden.

### Mannschaftswagen
Mannschaftswagen dienen zur Beförderung und Unterkunft der Mannschaften von Hilfszügen. Statt eines gesonderten Mannschaftswagen sind manche Gerätewagen mit einem Mannschaftsabteil ausgestattet.

## Deutschland

### Länderbahnen und Deutsche Reichsbahn

Hilfszug-Werkstattwagen der Braunschweigischen Staatsbahn, 1869

Der wahrscheinlich erste Eisenbahnkranwagen mit 1500 kg Tragfähigkeit wurde von Cramer-Klett (heute MAN) laut Tafel 1849 gebaut und steht in Burg auf dem Bahnhofsvorplatz. Ein ähnliches Fahrzeug Baujahr 1853 mit Nummer 1 ist jedoch auf dem Gelände der MAN Nutzfahrzeuge in Nürnberg (Vogelweiherstraße) als Denkmal erhalten. 
Seit etwa 1860 wurden Wagen mit Geräten und Werkzeugen zum Aufgleisen von Schienenfahrzeugen bereitgehalten. Die Herzoglich Braunschweigische Staatseisenbahn baute dafür 1869 einen dreiachsigen Personenwagen mit Postabteil um und bezeichnete ihn fortan als „Werkzeugwagen“. Der Wagen war unterteilt in drei Abteile: ein Abteil für Beamte und Ingenieure, ein Mannschaftsabteil und einen mittleren Geräteraum mit Werkstatt.
Nachdem mit der Zeit immer mehr Geräte und Werkzeuge mitgeführt wurden, wurde ein gesonderter Mannschaftswagen mitgeführt. Meist handelte es sich um umgebaute ältere Personen- oder Güterwagen. Im Hilfszug befand sich auch ein transportables Telegrafen-Gerät und später – als die Technik Anfang des 20. Jahrhunderts zur Verfügung stand – ein transportables Telefon, Geräte die gegebenenfalls an die die Strecke begleitende Telegrafen- oder Telefonleitung angeklemmt werden konnten.
Nach dem Eisenbahnunfall von Altenbeken im Jahr 1901 beschaffte die Preußischen Staatseisenbahnen Arztwagen, die mit dem zur ärztlichen Hilfeleistung erforderlichen Material, Tragbahren (zu je zwei übereinander an Federn aufgehängt) oder Betten für die Verletzten sowie einem Operationsraum ausgestattet waren.
Die Deutsche Reichsbahn übernahm die Fahrzeuge 1920:S. 68 und organisierte das Rettungswesen neu. Es wurden Arztwagen, Gerätewagen, Kräne und Mannschaftswagen vorgehalten, welche dann nach Bedarf zu Hilfszügen gebildet wurden. Die Wagen wurden an ausgewählten Betriebswerken stationiert, welche auch die Mannschaft stellten. Der Aktionsradius betrug 50 bis 75 Kilometer. Ab dem Ende der 1920er Jahre wurden größere Dampfkräne beschafft, später auf Dieselmotoren umgestellt.:S. 69 1931 besaß die Deutsche Reichsbahn 380 Kranwagen mit einer Tragfähigkeit bis zu 60 t. Im Herbst 1938 verfügte die Reichsbahn über 149 Arztwagen, 273 Gerätewagen, 79 Ortsgerätewagen und 117 Kranwagen.

### Deutsche Bundesbahn

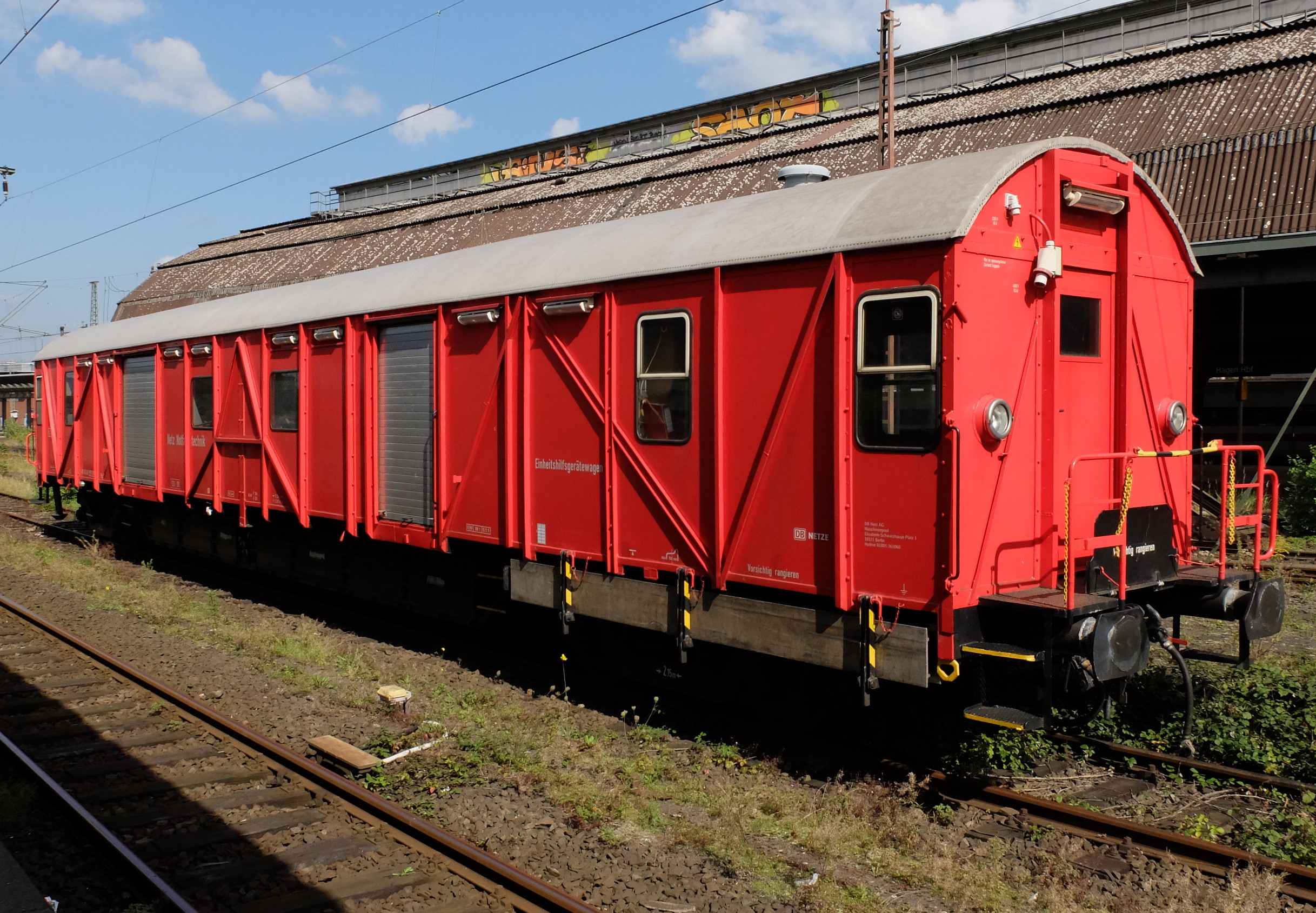
Ehg^{388} in Hagen (Westf.)

Erst die Deutsche Bundesbahn begann, diese alten Fahrzeuge abzulösen. Zwischen 1953 und 1957 wurden 16 vierachsige Behelfspersonenwagen zu Arztwagen und zwischen 1961 und 1966 weitere Behelfspersonenwagen zu vierachsigen Einheitsgerätewagen mit Mannschaftsabteil umgebaut.
Bei der Deutschen Bundesbahn wurden in Hilfszüge eingestellt: Gerätewagen (Werkstattwagen):S. 13 ff., Sanitätswagen:S. 14, Fahrleitungsgerätewagen:S. 16, technische Sonderwagen (Kranwagen, Mastaufstellwagen, Wagen für Kabeltrommeln, Schneeräumfahrzeuge):S. 17, Arztwagen:S. 17 und Mannschaftswagen.:S. 19

### Deutsche Reichsbahn
Bei der Deutschen Reichsbahn geschah die Modernisierung der Hilfszüge ab 1976, wo innerhalb von zwei Jahren 50 moderne, dreiteilige Hilfszüge gebaut und in Betrieb gestellt wurden.:S. 68

### DB Netz AG

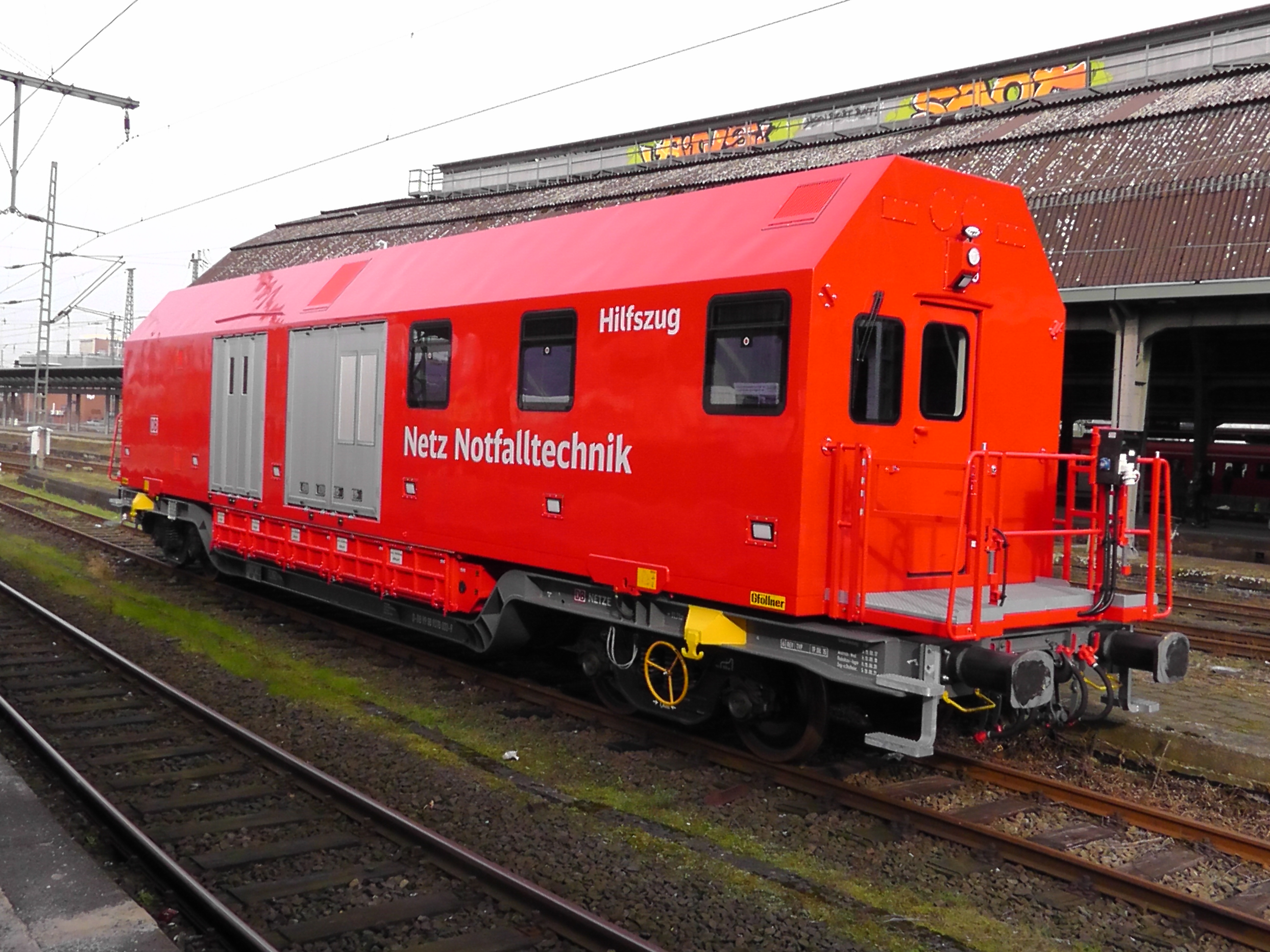
Hilfszug-Gerätewagen (Baujahr 2015) in Hagen Hbf.

Am 1. Januar 1994 übernahm die Deutsche Bahn AG (DB AG) als Nachfolgerin der Deutschen Bundesbahn und der Deutschen Reichsbahn den Betrieb der Hilfszüge. Auf Basis von § 4 Allgemeines Eisenbahngesetz (AEG) sind die Eisenbahnen zur Mitwirkung an Maßnahmen zur Brandbekämpfung und zur technischen Hilfsleistungen verpflichtet. Mit öffentlich-rechtlichen Verträgen zwischen den Innenministern der Länder und der Deutschen Bahn AG wurde ein Teil der Gefahrenabwehr von den Bundesländern auf die Deutsche Bahn AG übertragen und die gesetzliche Mitwirkungspflicht präzisiert. Die Umsetzung der Ländervereinbarung im Unternehmen DB AG erfolgt durch das Notfallmanagement der Deutsche Bahn AG.
Die DB Netz AG unterhält als größte Betreiberin des bundeseigenen Schienennetzes in ihrem Notfallmanagement an 49 Standorten Gerätewagen für Hilfszüge. Zunächst waren dies die Einheitshilfsgerätewagen der ehemaligen Deutschen Bundesbahn und die Einheits-Hilfszüge der ehemaligen Deutschen Reichsbahn. Ab 2012 wurden die bisherigen Gerätewagen durch neue Fahrzeuge auf Basis von Modularen Trägerfahrzeugen mit Anwendungsorientierten Containern ersetzt. Die Besetzung und die Bespannung der Gerätewagen ist standortabhängig und wird im Auftrag der DB Netz von verschiedenen Unternehmen bzw. Organisationen durchgeführt. Neben zahlreichen DB-Konzernunternehmen (DB Cargo, DB Fernverkehr, DB Regio, DB Fahrzeuginstandhaltung) bestehen an einigen Standorten auch Verträge mit externen Partnern. So werden die Hilfszug-Gerätewagen an den Standorten Dresden, Braunschweig (gemeinsam mit dem THW Wolfenbüttel), Frankfurt (Oder), Zwickau (gemeinsam mit dem THW Reichenbach), Singen und Niebüll vom Technischen Hilfswerk und zwei durch private Instandhaltungswerke (Standorte Neustrelitz und Eberswalde) betrieben.
In größeren Rangierbahnhöfen existieren teilweise Zweiwege-Kraftfahrzeuge zum Aufgleisen von Güterwagen.
Des Weiteren werden an mehreren zentralen Standorten (Leipzig, Fulda und Wanne-Eickel) Kranwagen vorgehalten. Seit 2014 bzw. 2018 sind die neuen Kranwagen der Baureihe 732 (KRC Multi Tasker 1200) mit 160 t Tragfähigkeit an den Standorten Leipzig, Fulda und Wanne-Eickel sowie der Baureihe 733 (KRC 910) mit 100 t Tragfähigkeit an den Standorten Fulda und Wanne-Eickel im Einsatz. Hersteller ist die Firma Kirow in Leipzig.
Für Rettungs- und Bergungsarbeiten in Tunneln der Schnellfahrstrecken Hannover–Würzburg und Mannheim–Stuttgart werden Tunnelrettungszüge in Hildesheim, Kassel, Fulda, Würzburg, Mannheim und Kornwestheim vorgehalten. Dieses Hilfskonzept wurde bei späteren Neubaustrecken (z. B. Köln–Rhein/Main) nicht mehr angewandt.

### Nichtbundeseigene Eisenbahnen

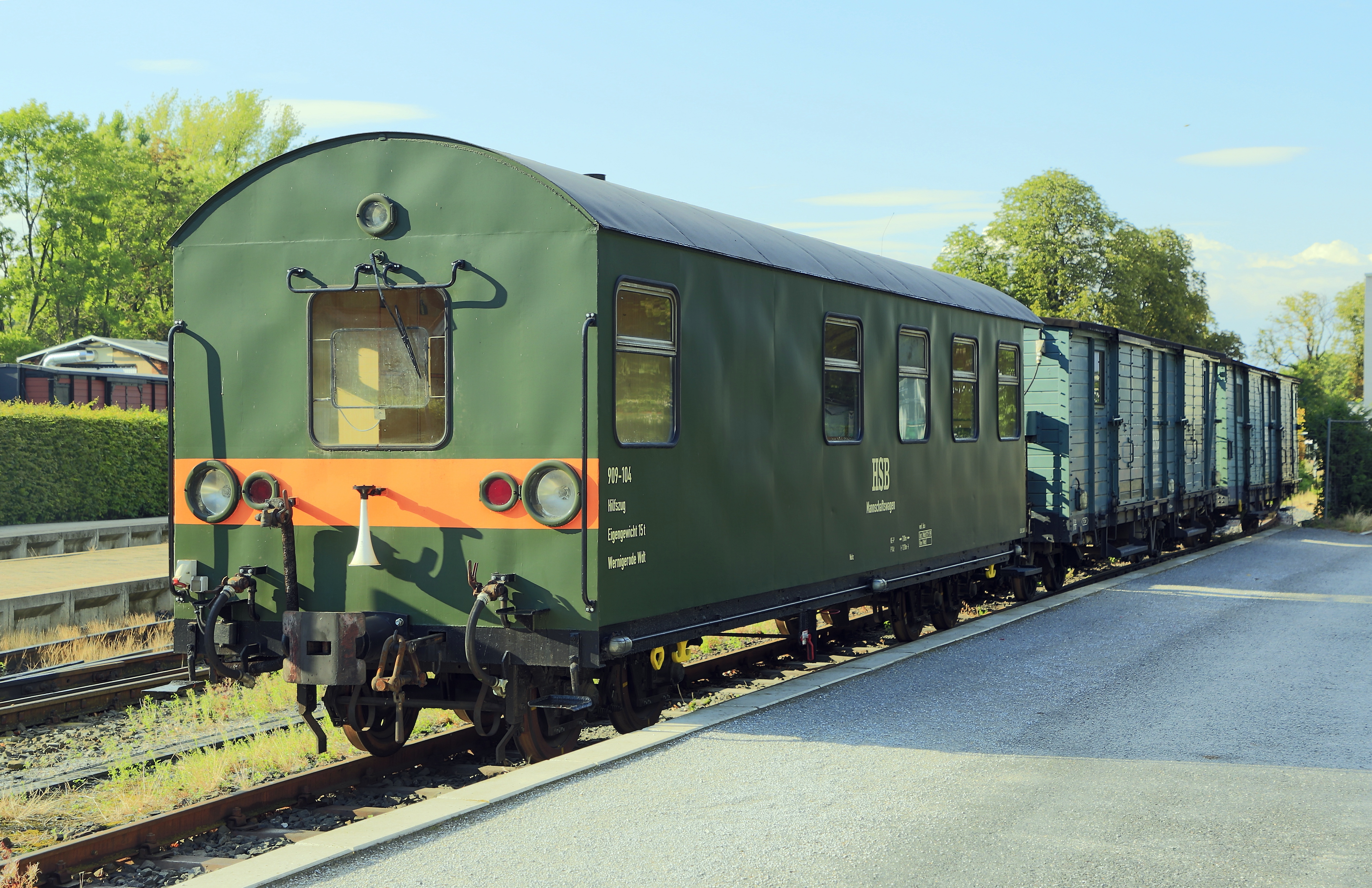
Schmalspurhilfszug der HSB, Wernigerode Westerntor 2021

Bei nichtbundeseigenen Eisenbahnen und bei Schmalspurbahnen kommen derzeit meist Zweiwegefahrzeuge zum Einsatz. Eine Ausnahme bilden die Harzer Schmalspurbahnen, die bereits zu DDR-Zeiten einen eigenen schmalspurigen Hilfszug besaßen, sowie die Dresdner Parkeisenbahn.

### Betrieb
Betrieblich wird zwischen dringlichen und nichtdringlichen Hilfszügen unterschieden. Dringliche Hilfszüge haben Vorrang vor allen anderen Zügen, selbst bei Probealarm.

## Schweiz
Die SBB besitzen nur Hilfswagen und keine eigentlichen Hilfszüge. Die Ausführungsbestimmungen zu den Fahrdienstvorschriften bezeichnen einen Zug im Einsatz mit Hilfswagen als Hilfszug. Die vierachsigen Wagen sind mit hydraulischen Hebewerkzeugen ausgerüstet und haben alle sonstigen Materialien an Bord, um auch Lokomotiven wieder aufgleisen zu können. Daneben führen diese Fahrzeuge auch mehrere Dipploris (zweiachsiger Raduntersatz, der in seiner Funktion mit einem Rollbock vergleichbar ist) mit, mit denen ein defekter Wagen oder eine defekte Lokomotive in eine Werkstatt überführt werden kann, selbst wenn die Achsen am Fahrzeug beschädigt sind. Die derzeitigen zehn Hilfswagen wurden bereits um 1960 beschafft. Geplant ist, die alten Fahrzeuge durch neue zu ersetzen.
Vor 2006 waren die Hilfswagen den Depotinspektionen unterstellt. Mit der Einführung der vollamtlichen Betriebswehren im Jahr 2006 wurden sie diesen zugeordnet. Allerdings ist nicht jeder Betriebswehrstandort mit einem Hilfswagen ausgerüstet. Lediglich neun der fünfzehn Standorte verfügen über einen Hilfswagen. Diese neun Standorte besitzen daneben auch noch ein Strassenfahrzeug mit leichtem Hilfsmaterial, mit dem zum Beispiel ein Güterwagen aufgegleist werden kann. Des Weiteren besitzen die beiden Miliz-Betriebsfeuerwehr-Standorte Chiasso und RB Limmattal ein Strassenfahrzeug, das mit leichtem Hilfsmaterial ausgerüstet ist.
Alle Schweizer Bahnen mit größerem Netz (BLS, SOB, RhB) besitzen eigene schienengebundene Hilfswagen, während kleinere Bahnen nur mit einem entsprechenden Strassenfahrzeug ausgerüstet sind. Sowohl die SBB wie auch die BLS verfügen überdies über eigene Lösch- und Rettungszüge: LRZ SBB bzw. LRZ BLS. Weitere acht Rettungszüge werden von den Firmen Windhoff, Joseph Meyer und Vogt für die SBB gebaut. Die Zentralbahn besitzt einen Hilfswagen, der von der SBB Brünig übernommen wurde. Es handelt sich dabei um einen – an die Bedürfnisse der schmalspurigen Zahnradbahn angepassten – Hilfswagen der SBB.
In der Schweiz werden keine speziellen Schienenkräne ausschließlich für den Rettungsdienst bereitgehalten, sondern bei Bedarf von Baustellen abgezogen.

## Österreich

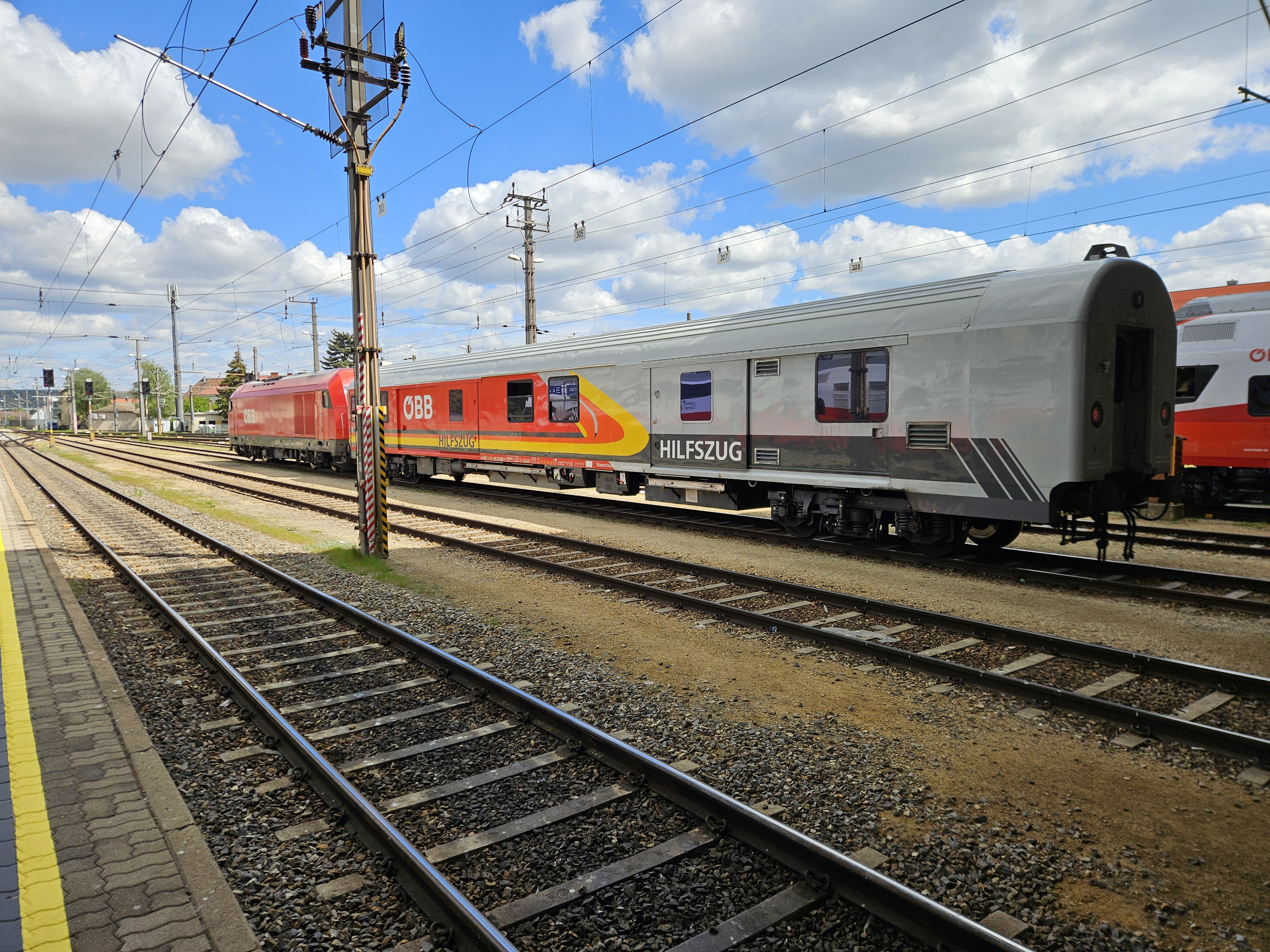
ÖBB Hilfszug

Die Österreichischen Bundesbahnen halten an verschiedenen Standorten Hilfszüge vor. Die Hilfszüge werden überwiegend aus jeweils einem umgerüsteten Personenwagen gebildet, welcher mit hydraulischen Hebevorrichtungen, Kettenzügen, Schweißgeräten und weiteren Werkzeugen ausgerüstet ist und im Bedarfsfall kurzfristig mit einer Lokomotive der ÖBB Produktion bespannt werden kann. Darüber hinaus stehen auch vereinzelt Zweiwege-Fahrzeuge zur Verfügung. Betrieben werden die Hilfszüge durch die ÖBB-Technische Services GmbH.
Neben den Hilfszügen stehen für Notfälle auch Lösch- und Rettungszüge zur Verfügung, welche zur Personenrettung und Brandbekämpfung im Falle eines Unfalls eingesetzt werden können und von der ÖBB Infrastruktur AG betrieben werden.